# Carl Jöran Furtenbach
Carl Jöran Furtenbach, född 1725 i Stockholm, död 25 maj 1792, var en svensk häradshövding.

## Biografi
Furtenbach föddes i Stockholm som son till Carl Furtenbach (1687–1772) och Brita Matiasdotter Pahl (1701–1772).
Furtenbach gifte sig i Stockholm 1766 med 25-åriga Margareta Apollonia Susanna Petersen. Furtenbach anlade Strömsörs herrgård i Skellefteå socken 1770. Makan avled 1777 och äktenskapet blev barnlöst.
Furtenbach gifte om sig 1780 med Märta Helena Örnberg (1761–1799), dotter till Olof Örnberg (1779–1804) och Margareta Warg (1738–1820). I äktenskapet föddes dottern Carolina Margareta (f. 1790) och sonen Carl Olof (f. 1792.).

## Karriär
Furtenbach flyttade till Skellefteå socken 1754 som jurist.
År 1757 blev Furtenbach vice häradshövding för Västerbottens södra kontrakts domsaga. Den ordinarie tjänsten som häradshövding för domsagan fick han 1762. Tjänsten behöll han fram till sin död. Han efterträddes av brorsonen Carl Fredrik Furtenbach.